# (434453) Ayerdhal
Ne doit pas être confondu avec (2473) Heyerdahl.
(434453) Ayerdhal est un astéroïde de la ceinture principale.

## Description
(434453) Ayerdhal est un astéroïde de la ceinture principale. Il fut découvert le 9 août 2005 à l'observatoire de Saint-Sulpice par Bernard Christophe qui l'a nommé ainsi en l'honneur de l'auteur de science-fiction Ayerdhal. Il présente une orbite caractérisée par un demi-grand axe de 3,07 UA, une excentricité de 0,08 et une inclinaison de 11,7° par rapport à l'écliptique.

## Compléments